# Lago di Alserio
Il lago di Alserio (Lagh de Alseri in lombardo) è un lago situato in provincia di Como, Brianza, Lombardia. Bagna i comuni di Erba, Albavilla, Alserio e Monguzzo. Il lago è all'interno del Parco regionale della Valle del Lambro. Lungo la riva orientale è situata la Riserva regionale orientata Riva orientale del Lago di Alserio.